# Nikodem Biernacki
Nikodem Biernacki (ur. 1 września 1825 w Tarnopolu, zm. 6 maja 1892 w Sanoku) – polski skrzypek i kompozytor.

## Życiorys
Urodził się 1 września 1825 w Tarnopolu jako syn Aleksandra Biernackiego i Elżbiety Sokołowskiej, zamieszkałych (przynajmniej pomiędzy 1825–1827) w tym mieście pod numerem 649. Jego rodzeństwem byli Aleksander Biernacki (ur. 25 stycznia 1827 w Tarnopolu), Maria Biernacka (zamężna z Mikołajem Mieczysławem Tokarskim herbu Sas 1812–1884).
Na początku był uczniem swojego ojca Aleksandra, później Włocha Toniniego (kapelmistrz w Czarnym Ostrowie hr. Konstantego Przeździeckiego (1782–1856), a następnie Moritza Hauptmanna i Ferdinanda Davida (w Lipsku) oraz Louisa Spohra i H.W. Ernsta (w Paryżu). Karierę wirtuoza rozpoczął już podczas studiów – występował we Francji, Niemczech, Rosji, Szwecji, Belgii i Ameryce. Od 1854 był koncertmistrzem Teatru Wielkiego w Warszawie, solistą Gewandhausu w Lipsku, w latach 1863-64 był nadwornym skrzypkiem cesarza Maksymiliana I w Meksyku, następnie przez piętnaście lat koncertmistrzem na dworze króla szwedzkiego (do 1872 był nim Karol XV, a po nim Oskar II). Po powrocie do kraju zajmował się m.in. pracą pedagogiczną (w Poznaniu). W 1879 założył szkołę muzyczną w Poznaniu. Następnie był profesorem muzyki w Gimnazjum OO. Jezuitów w Chyrowie. Jego dorobek kompozytorski to w większości utwory skrzypcowe, nadto pieśni i utwory kameralne. 
Zmarł w zapomnieniu w Sanoku 6 maja 1892. Dzień później został pochowany na cmentarzu przy ul. Jana Matejki w Sanoku w pogrzebie pod przewodnictwem miejscowego proboszcza ks. Franciszka Salezego Czaszyńskiego. Nagrobek został zlikwidowany w latach 70. XX wieku.
Jego pierwszą żoną była Rozalia Gałczyńska herbu Sokola, córka Wojciecha Gałczyńskiego i Anieli Kurnatowskiej herbu Łodzia. Ich syn zmarł w wieku 3 tygodni. Druga żona, Apolonię z Przystanowskich, córka właściciela dóbr w Białężynie Maksymiliana i Tekli z Bilewiczów, poślubiona w Poznaniu po 25 latach wdowieństwa,zmarła w 6 lat po ślubie, w maju 1886 r. Została pochowana w Poznaniu, a sam muzyk nieobecny był przy jej śmierci, gdyż w 1885 r.  władze pruskie jako obywatela austriackiego wydaliły go, pozwalając później jedynie na krótki przyjazd na pogrzeb żony. (Jego wydalenie było efektem tzw. rugów pruskich).